# エミリアーノ・ゴメス
エミリアーノ・ゴメス・ドゥトラ（Emiliano Gómez Dutra , 2001年9月18日 - ）は、ウルグアイ・リベラ県リベラ出身のプロサッカー選手。スペイン・セグンダ・ディビシオンのアルバセテ・バロンピエに所属している。ポジションはFW。

## 来歴
2018年シーズンにデフェンソール・スポルティングのトップチームに昇格。同年4月14日のトルネオ・ウルグアージョ・コパ・コカ・コーラのリベルプールFC戦で16歳でプロデビュー。同年シーズンは14試合に出場。2019年シーズンも7試合に出場した。
2020年1月6日、ボストン・リーベルに移籍、更に同月31日には、2019-20シーズン終了までのUSサッスオーロ・カルチョへのローン移籍が発表された。
2020年9月11日、サッスオーロに完全移籍し、同時にアルバセテ・バロンピエにレンタルされた。

## 代表経歴
2018年からU-20のウルグアイ代表でプレー。2019年は2019 FIFA U-20ワールドカップにU-20代表として出場。グループリーグは3戦全勝で終え、優勝候補にも挙げられたものの、トーナメント1回戦でエクアドルに敗れた。